# Qutab Minar
El Qutab Minar es el alminar de ladrillos más alto del mundo y un destacado ejemplo del arte islámico, siendo el monumento islámico más antiguo de Delhi. Situado dentro del complejo Qutb en la ciudad india de Delhi, tiene una altura total de 72,5 metros. Su diámetro en la base es de 14,3 metros mientras que en su punto más alto es de 2,7 metros. El Qutab Minar está considerado Patrimonio de la Humanidad por la Unesco desde el año 1993.

## Descripción
Inspirado por el minarete de Jam en Afganistán y con el deseo de sobrepasarlo, Qutb-ud-din Aybak, el primer gobernante musulmán de Delhi, inició la construcción del Qutab Minar en el año 1192, pero solo pudo completar su base. Su sucesor, Iltusmish, añadió tres pisos más. La obra fue completada en 1368 por Firuz Shah Tughlaq. 
La evolución de los estilos arquitectónicos entre Aybak y Tughluq son evidentes en el minarete. El minarete está construido con arenisca roja, cubierta con elaboradas tallas y versículos del Corán. El Qutab Minar se construyó sobre las ruinas de Lal Kot, la ciudadela roja de la antigua ciudad de Dhillika.
En la actualidad, aún se sigue especulando sobre el auténtico propósito que llevó a la construcción de este monumento. Está claro que se pretendía utilizarlo como minarete de la mezquita de Quwwat-ul-Islam junto a la que estaba construido. Se cree también que la construcción podría haber sido una torre de la victoria o una torre de defensa.
Aún pueden observarse columnas originarias del antiguo templo hinduista sobre el que se asienta parte del complejo. Los capiteles de dichas columnas exhiben esculturas de dioses hinduistas cuyas rostros se muestran destruidos a golpes.